# Stroke Art Fair
Stroke Art Fair (kurz auch Stroke genannt) ist eine seit 2009 in München und Berlin, seit 2013 nur noch in München jährlich stattfindende Kunstmesse. Die Messe lief zuletzt vom 16. bis zum 19. Mai 2019[veraltet]. Nach coronabedingter Pause im Jahr 2020 findet vom 7. bis 10. Oktober 2021 die nächste Messe auf der Praterinsel in München statt. 
Neben den zeitgemäßen Aspekten von Urban Art, liegt der Fokus auf digitaler Kunst, Design und weiteren Aspekten urbanen Lifestyles mit Künstlern aus ganz Europa.
Die Stroke wurde 2009 von den Brüdern Marco und Raiko Schwalbe in München gegründet und hat im Schnitt 20.000 Besucher pro Jahr. Mit mehr als 180.000 Zuschauern in 7 Jahren ist die Stroke nach eigenen Angaben Deutschlands führende Messe für neue zeitgenössische Kunst.